# Ex Tempore (tijdschrift)

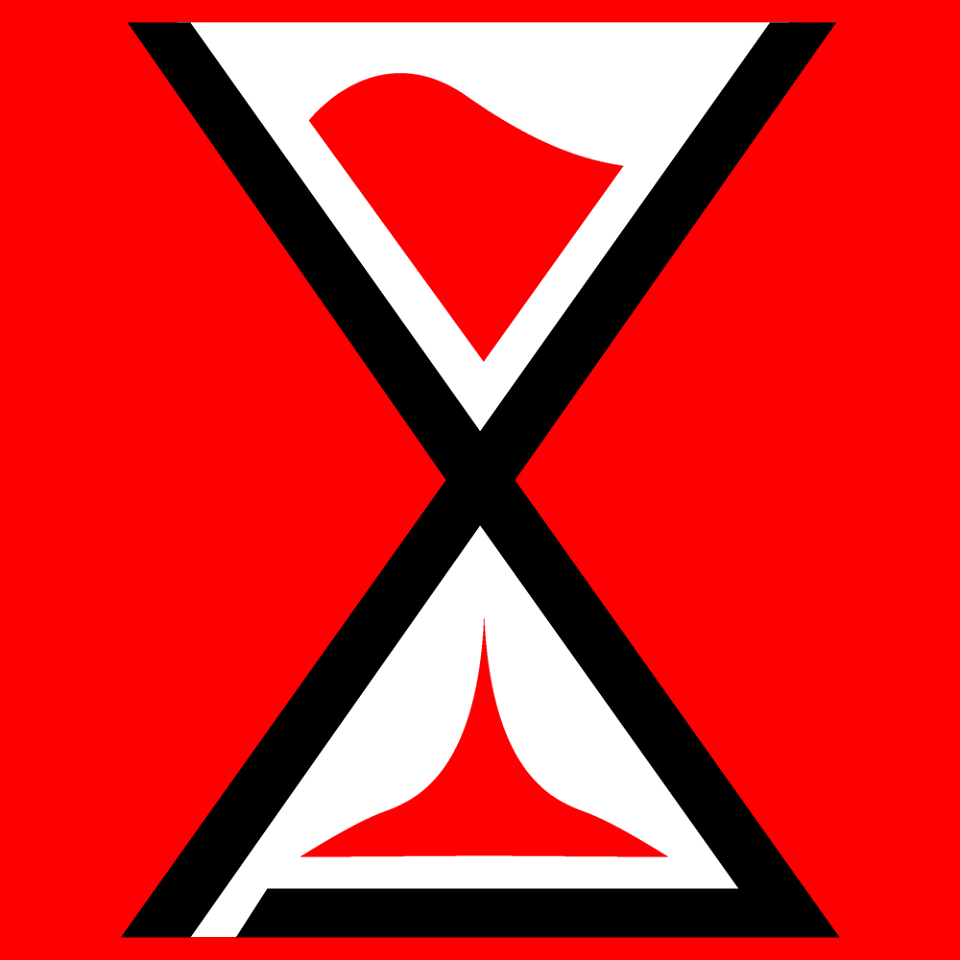
Logo historisch tijdschrift Ex Tempore.

Ex Tempore is een academisch historisch tijdschrift verbonden aan de afdeling Geschiedenis van de Radboud Universiteit Nijmegen. Het tijdschrift komt drie keer per jaar uit en bevat (populair)wetenschappelijke historische bijdragen, interviews en recensies door onderzoekers en studenten van de afdeling Geschiedenis van de Radboud Universiteit. Ook onderzoekers die niet verbonden zijn aan de Radboud Universiteit publiceren in Ex Tempore. Het tijdschrift wordt uitgegeven door Vereniging Ex Tempore - Verleden Tijdschrift, waarvan de redactie bestaat uit medewerkers en studenten van de afdeling Geschiedenis.
Vergelijkbare academische historische tijdschriften in Nederland zijn  Aanzet (Utrecht), Codex Historiae (VU, Amsterdam), Groniek (Groningen), Leidschrift (Leiden),  Mosaïek (Maastricht),  Roest (Rotterdam) en Skript (UvA, Amsterdam).  

## Geschiedenis
In september 1981 verscheen de eerste editie van Ex Tempore, waarmee het blad het oudste tijdschrift van de Nijmeegse Letterenfaculteit is. Ex Tempore is ontstaan uit een aantal fusies met andere vaktijdschriften aan de afdeling Geschiedenis, namelijk Verleden Tijdschrift en  Vlugschrift. Verleden Tijdschrift werd in 1984 opgericht door studenten van Economische en Sociale Geschiedenis. In 1990 fuseerde Verleden Tijdschrift met Vlugschrift, het vakgroepblad van studenten bij de vakgroep Nieuwe Geschiedenis. Dit laatste tijdschrift werd in 1982 opgericht na een inspraakdag van de vakgroep waarin het onderwijsprogramma door staf en studenten werd besproken. In 1999 fuseerde Verleden Tijdschrift en Ex Tempore. Het blad ging verder onder de naam Ex Tempore - Verleden Tijdschrift. Sinds 2011 verschijnt het tijdschrift weer onder de naam Ex Tempore. 

## Voetnoten
1. ↑  'Redactioneel', in: ETVT, 2006, nr. 2, 66.
2. ↑  Joost Rosendaal, 'Van actie en confrontatie naar harmonie en verdieping - De historie van de geschiedenisbladen aan de Nijmeegse universiteit, 1968-2006', in: ETVT, 2006, nr. 2, 71-106.